# Nati nel 1370
| Questa pagina contiene informazioni ricavate automaticamente dalle voci biografiche con l'ausilio del template Bio e di un bot. L'aggiornamento è periodico e automatico e ricostruisce completamente la pagina. Se manca una persona in questa lista, sei pregato di non aggiungerla, ma accertati piuttosto che la sua voce biografica contenga il template Bio e che i dati anagrafici siano correttamente compilati. Se il template Bio manca, inseriscilo tu stesso o, in alternativa, metti l'avviso {{tmp\|Bio}} che ne segnala la mancanza. Se i dati riportati sono sbagliati, correggi direttamente la voce biografica; le modifiche saranno visibili in questa lista entro pochi giorni. Per chiarimenti vedi il progetto biografie. La lista contiene solo le 39 persone che sono citate nell'enciclopedia e per le quali è stato implementato correttamente il template Bio. Pagina aggiornata al 18 ago 2025. |

- 2 gennaio - Pandolfo III Malatesta, condottiero italiano († 1427)
- 1º febbraio - Leonardo Bruni, politico, scrittore e umanista italiano († 1444)
- 28 marzo - Cabrino Fondulo, condottiero italiano († 1425)
- 22 giugno - Giovanni di Görlitz, nobile ceco († 1396)
- 23 luglio - Pier Paolo Vergerio il vecchio, umanista e pedagogista italiano († 1444)
- 13 ottobre - Alianore Holland, nobile britannica († 1405)
- Muhammad VII di Granada, sultano († 1408)
- Rinaldo degli Albizzi, politico italiano († 1442)
- Andrea da Barberino, scrittore italiano († 1432)
- Jean d'Arces, cardinale e arcivescovo cattolico francese († 1454)
- Guglielmo I d'Asburgo, duca († 1406)
- Prosdocimo de Beldemandis, matematico, astronomo e teorico della musica italiano († 1428)
- Cataldino Boncompagni, giurista italiano († 1435)
- Tomaso Fregoso, doge († 1453)
- Johannes Ciconia, compositore fiammingo († 1412)
- Devlet Hatun, ottomana († 1422)
- Maria Fadrique, nobildonna spagnola († 1395)
- Gattamelata, condottiero italiano († 1443)
- Giacomo II di Borbone-La Marche, sovrano francese († 1438)
- Giovanna di Navarra, regina († 1437)
- Giovanni VII Paleologo, imperatore bizantino († 1408)
- Lope González de Costes, teologo e presbitero spagnolo († 1433)
- Barnaba Guano, doge († 1454)
- Geminiano Inghirami, religioso e umanista italiano († 1460)
- Margherita Lambertenghi, religiosa italiana
- Lucia da Valcaldara, religiosa italiana († 1430)
- Malatesta IV Malatesta, politico e condottiero italiano († 1429)
- Margherita Malatesta, nobile italiana († 1399)
- Maud Francis, contessa inglese († 1424)
- Olaf IV di Norvegia, re († 1387)
- Hermann Poll, medico, astrologo e cembalaro austriaco († 1401)
- Dirc Potter, poeta olandese († 1428)
- Michael Küchmeister von Sternberg, nobile tedesco († 1423)
- Johannes Tapissier, compositore e cantore francese († 1410)
- Angelo Tartaglia, nobile e condottiero italiano († 1421)
- Zaccaria Trevisan, politico, diplomatico e umanista italiano († 1414)
- Gianmastino Visconti, nobile († 1405)
- Gilabert de Próixita, trovatore e poeta spagnolo († 1405)
- Francesco II della Ratta, nobile italiano († 1399)